# Saint Louis (Missouri)
Saint Louis (szokásos írásmóddal St. Louis) megyei jogú város az Amerikai Egyesült Államok Missouri államában. A város népessége 354 361 fő, de a teljes St. Louis körüli agglomeráció 2 879 934 főt számlál, ami a legnagyobb lélekszámú településcsoport Missouriban, és a 16. legnagyobb az országban.

## Története
A várost 1764-ben a Mississippi és a Missouri folyó kereszteződése déli részénél alapította két francia kereskedő, Pierre Lacléde és René Auguste Chouteau. A város nevét IX. Lajos francia királyról kapta. A város, úgy ahogy majdani Missouri állam, a spanyol birodalom része lett miután a franciák elvesztették a hétéves háborút. 1800-ban a terület titokban visszakerült Franciaország kezébe, majd az akkori vezetője Bonaparte Napóleon eladta az Egyesült Államoknak 1803-ban. „A nyugat kapuja” becenevéhez híven az Egyesült Államok nyugati koronaéke volt a város. 1965-ben új, a világon egyedülálló emlékmű épült a városban, egy közel 170 méteres boltív, a Gateway Arch a Jefferson National Expansion Memorial részeként. A boltív később St. Louis jelképévé vált, és a körülötte kialakított Gateway Arch Nemzeti Park az USA legkisebb területű nemzeti parkjának számít.

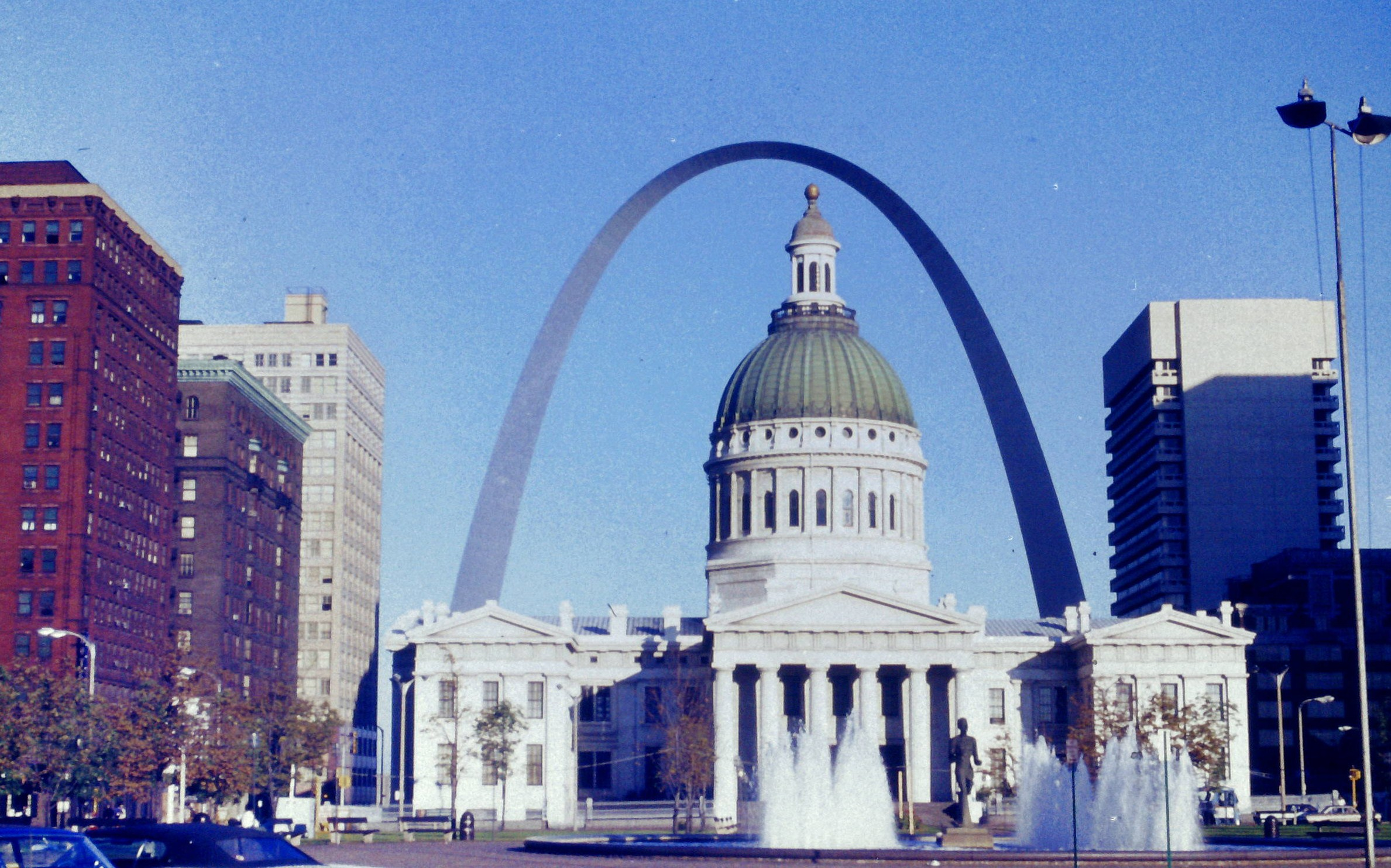
A belváros

A 4. legnagyobb népességű városból mára az 52. helyre csúszott vissza. A város virágkorában helyt adott az 1904. évi világkiállításnak és az 1904-es olimpiai játékoknak is.
A XIX. században bevándorlók ezrei árasztották el a várost akik többnyire Olaszországból, Németországból, Csehországból és Írországból érkeztek. Ezenfelül rengeteg afroamerikai is északnak utazott a városba a nagy beözönlés idején.
St. Louis az élvonalban volt a 2006-os város újjáépítési hullámban, így begyűjtve magának a World Leadership Award díjat a városmegújításban 2006-ban. A 2008-as népszámlálás szerint 6 172 fővel élnek többen a 2000-ben számolt 354 361 főhöz képest. Ez volt az első népességnövekedés 1950 óta.
A város hozzájárul a blues, a ragtime és a jazz felemelkedéséhez. A St. Louis Cardinals az egyik legsikeresebb a Major League Baseball csapatok közül. További kiváló eredményeket értek el a St. Louis Rams amerikaifutballban, a St. Louis Blues hokiban és az AC. St. Louis fociban. A sportbéli sikerek kivívták a városnak az „Észak-Amerika legsportosabb városa” címet. A város XIX. századi temérdek sörfőzdéje közül számos vált jelképpé az Egyesült Államokban. Ilyenek például Anheuser-Busch, a Falstaff Brewing Corporation és a Lemp Brewery sörei. A francia és spanyol bevándorlók leszármazottai miatt St. Louis az egyik legnagyobb központjává vált a római katolikus vallásnak.
St. Louis a Greater St. Louis szívében terül el. A két terület összesen közel három millió lelket számlál, amely átnyúlik Illinoisba is. Az illinoisi rész közismertebb neve a Metro-East, amely tulajdonképpen St. Louis külvárosa. A terület köztudottan a város orvosbiológiai központja és egyben itt található az ország néhány legnagyobb magántulajdonban lévő vállalata is, például az Enterprise Rent-A-Car, a Graybar, a Scottrade, az Edward Jones és szintén otthont ad pár állami tulajdonban lévő vállaltnak is, úgymint az Emerson, Energizer, Anheuser-Bosch InBev (észak-amerikai központ), a Boeing Integrated Defense Systems, a Purina, az Express Scripts, a Charter Communications, a Monsanto Company és a Wells Fargo Advisers. Itt található az USA legnagyobb bosnyák közössége.

## Népesség
| Lakosok száma | 1600 | 77 860 | 310 864 | 575 238 | 821 960 | 856 796 | 453 805 | 319 257 | 319 112 | 301 578 |
|               | 1810 | 1850   | 1870    | 1900    | 1930    | 1950    | 1980    | 2010    | 2012    | 2020    |

## Földrajz
A Mississippi és a Missouri folyók összefolyásánál helyezkedik el, Illinois és Missouri államok határán, Kansas Citytől 380 km-re keletre.

### Éghajlat
St. Louis a kontinentális és a szubtrópusi éghajlatnál fekszik. A városban négy évszak van. A tavasz a legcsapadékosabb. A nyár forró, a hőmérséklet gyakran emelkedik 30 °C fölé. 32 °C vagy magasabb hőmérséklet átlagosan 43 napon van egy évben. Az ősz enyhe és napos viszonylag kevés csapadékkal. Az első hó általában december 4-én esik le. Télen hideg és meleg periódusok váltják egymást, ekkor a legkevesebb a csapadék. Fagy általában 25 napon van egy évben. A napi átlaghőmérséklet júliusban 26,7 °C, januárban -0,1 °C. A hivatalos rekord hideg -30 °C, melyet 1884. január 5-én mértek, a rekord magas pedig 46 °C, melyet 1954. július 14-én mértek.

## Közlekedés

### Közúti
St. Louis-ba a számos megyei és állami út mellett az I-255-ös, az I-170-es, az I-270-es, az I-70-es, az I-55-ös, az I-44-es, és az I-64-es államközi autópálya is befut.
2006-ban a kilencedik legrosszabb közlekedésű város volt az Egyesült Államokban. Így a városnak új közlekedési rendszere lett The Gateway Guide néven. A rendszer az autósokat az autópályák fölött átívelő elektronikus táblákon figyelmezteti a balesetekre és dugókra.
A kelet-nyugati irányban haladó I-64-et (ismertebb nevén Hwy 40) teljesen lezárták, majd 2 év alatt újraépítették és 2009 decemberében újra átadták a forgalomnak. A forgalmat tartósan elterelték a környező utakra így felkészülve az autópálya lezárására.

#### Eads híd

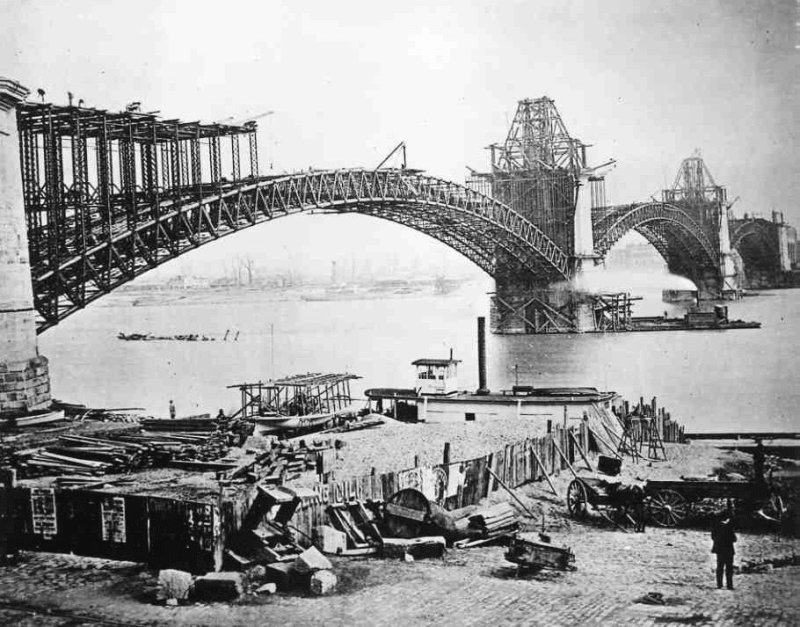
A híd építés közben

Az Eads híd Saint Louis legrégibb hídja. Megnyitásának évében, 1874-ben, 1964 méteres hosszával a világ leghosszabb hídja volt. Nevét tervezőjéről, James B. Eadsről kapta. A híd  acélból épült. Az építés idején sokan attól tartottak, hogy az ívhíd össze fog omlani. Ez az egyik első olyan hídépítés is volt, ahol használtak keszon kamrákat és azokban felismerték a keszonbetegséget. (Keszonbetegségben az építkezés során 77 ember halt meg.) A híd teherbírását elefántokkal, később mozdonyokkal tesztelték.

## Sportélete
| Csapat                | Sport            | Bajnokság              | Aréna                        |
| --------------------- | ---------------- | ---------------------- | ---------------------------- |
| St. Louis Cardinals   | baseball         | Major League Baseball  | Busch Stadium                |
| St. Louis BattleHawks | amerikai futball | XFL                    | The Dome at America's Center |
| St. Louis Blues       | jégkorong        | National Hockey League | Enterprise Center            |
| St. Louis City SC     | labdarúgás       | Major League Soccer    | Citypark                     |

## Fordítás
- Ez a szócikk részben vagy egészben  a   St. Louis című angol Wikipédia-szócikk ezen változatának fordításán alapul.  Az eredeti cikk szerkesztőit annak laptörténete sorolja fel. Ez a jelzés csupán a megfogalmazás eredetét és a szerzői jogokat jelzi, nem szolgál a cikkben szereplő információk forrásmegjelöléseként.